# نشانه هانینگتون-کیف
نشانه هانینگتون-کیف (انگلیسی: Hannington-Kiff sign) نشانه‌ای بالینی است که در آن در علیرغم وجود یک رفلکس مثبت کشکک، رفلکس اداکتور ران وجود ندارد. این وضعیت در بیماران مبتلا به فتق سدادی به دلیل فشرده شدن عصب سدادی رخ می‌دهد.
رفلکس اداکتور را با ضربه زدن بر روی اپی کندیل داخلی استخوان ران یا کندیل داخلی استخوان درشت‌نی ایجاد می‌شود، که باید باعث شود ماهیچه‌های نزدیک‌کننده ران منقبض شده و پا را به سمت داخل حرکت دهد.
این علامت توسط جان جی. هانینگتون-کیف در سال ۱۹۸۰ توصیف شد.